# Pull&Bear

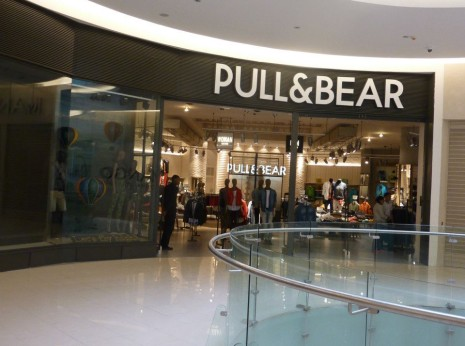
Một cửa hàng Pull&Bear ở Santo Domingo, cộng Hòa Dominica.

Pull&Bear (/pʊl ən ˈbɛər/; tiếng Tây Ban Nha: [pul am ˈbear]) là một nhà bán lẻ quần áo và phụ kiện của Tây Ban Nha trụ sở ở Narón, Galicia. Nó được thành lập vào năm 1986 với tên gọi New Wear, S.A.. Công ty bắt đầu bán đồ trực tuyến từ tháng 9 năm 2011. Giờ nó là một phần của Inditex, chủ sở hữu của các thương hiệu Zara và Oysho. Công ty chính thức hoạt động với tên Pull & Bear năm 1991.

## Kiểu dáng và phong cách
- Chú trọng vào quần áo và phụ kiện thoải mái, tự nhiên cho người trẻ tuổi với phong cách thành thị, và giá cả phải chăng. Bản thân các cửa hàng thường được thiết kế một cách tiên phong để thu hút đối tượng bán hàng chính của họ.[4]
- Sử dụng rất nhiều các yếu tố hình vẽ và khẩu ngữ trên quần áo, thường liên quan đến nước Mỹ và văn hóa đại chúng Mỹ. Tuy nhiên hãng này không có cửa hàng ở Mỹ, và cũng không vận chuyển đến Mỹ nếu mua trực tuyến.
- Pull&Bear đang hưởng sự mở rộng thị trường quốc tế nhờ triết lý thời trang của họ, nhắm vào tính sáng tạo và những thiết kế có chất lượng mà lại đáp ứng nhanh với nhu cầu thị trường.[5]
- Dòng sản phẩm mới được giới thiệu ở các cửa hàng đã đa dạng hóa chủng loại sản phẩm ở các đại lý của Pull&Bear. Những dòng mới bao gồm: âm nhạc, công nghệ, trò chơi điện tử và hình ảnh video kết hợp với quần áo. Pull&Bear giới thiệu dòng "XDYE" năm 1998, một dòng quần áo thể thao và công nghệ cao hơn liên kết với những biểu tượng của văn hóa trẻ thế kỷ 21.
- Thương hiệu này giới thiệu bộ sưu tập mới có tên Class Wear với người mẫu nổi tiếng Milan, Jordan Zannoni. Bộ sưu tập này kết hợp giữa sự thanh lịch và trang phục thoải mái
- Cuối năm 2010: Các cửa hàng Pull&bear được đổi tên với logo mới và trình bày phong cách trong cửa hàng.
- Cuối năm 2011: Pull&Bear giới thiệu cửa hàng trực tuyến trong tháng 9 năm 2011.

## Cửa hàng

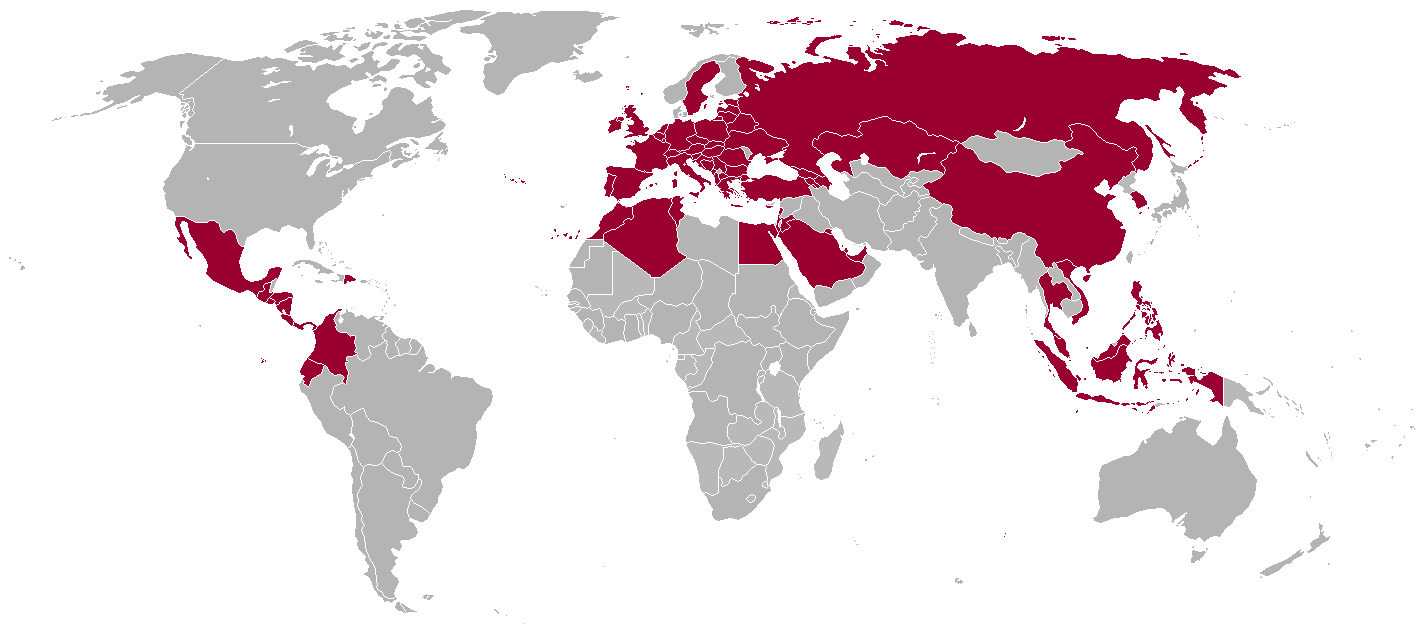
Địa điểm các cửa hàng Pull&Bear trên khắp thế giới.

Số lượng cửa hàng Pull&Bear trên mỗi quốc gia :
| Châu Phi: - Ai Cập: 5 - Maroc: 2 - Tunisia: 2 - Angola: 1 - Mozambique: 1 | Châu Mỹ: - México: 58 - Venezuela: 5 - Colombia: 4 - Costa Rica: 2 - Ecuador: 2 - El Salvador: 2 - Guatemala: 2 - Honduras: 2 - Panama: 2 - Aruba: 1 - Cộng hòa Dominica: 1 - Nicaragua: 1 | Châu Á: - Trung Quốc: 76 - Thổ Nhĩ Kỳ: 29 - Israel: 25 - Ả Rập Xê Út: 13 - Indonesia: 11 - Các Tiểu vương quốc Ả Rập Thống nhất: 8 - Hồng Kông: 5 - Liban: 5 - Hàn Quốc: 5 - Kazakhstan: 4 - Kuwait: 4 - Jordan: 3 - Singapore: 3 - Thái Lan: 3 - Bahrain: 2 - Malaysia: 2 - Philippines: 2 - Qatar: 2 - Đài Loan: 2 - Ma Cao: 1 - Việt Nam: 1 | Châu Âu: - Tây Ban Nha: 256 - Nga: 81 - Bồ Đào Nha: 54 - Ý: 47 - Ba Lan: 37 - Pháp: 34 - Hy Lạp: 24 - România: 22 - Ukraina: 11 - Đức: 10 - Bỉ: 8 - Hungary: 7 - Hà Lan: 7 - Anh Quốc: 7 - Croatia: 6 - Bulgaria: 5 - Síp: 5 - Cộng hòa Séc: 5 - Litva: 4 - Ireland: 3 - Latvia: 3 - Malta: 3 - Armenia: 2 - Áo: 2 - Bosna và Hercegovina: 2 - Serbia: 2 - Slovakia: 2 - Slovenia: 2 - Albania: 1 - Andorra: 1 - Azerbaijan: 2 - Estonia: 1 - Gruzia: 1 - Luxembourg: 1 - Macedonia: 1 - Montenegro: 1 - Thụy Điển: 1 - Thụy Sĩ: 1 |